# A Plague Tale: Innocence
A Plague Tale: Innocence ist ein Action-Adventure- und Stealth-Computerspiel, das von Asobo Studio entwickelt und von Focus Home Interactive im Mai 2019 für Microsoft Windows, PlayStation 4 und Xbox One veröffentlicht wurde. Es erhielt von Kritikern allgemein positive Bewertungen. Mit dem Early-Access-Start von Amazon Luna wurde das Spiel auch auf der Plattform am 24. September 2020 veröffentlicht. 2021 erschien das Spiel für Nintendo Switch, PlayStation 5 und Xbox Series. 2022 wurde die Fortsetzung A Plague Tale: Requiem veröffentlicht.

## Handlung
Die Handlung spielt sich im südwestlichen Teil des Königreichs Frankreich, spezieller in der geografischen Region Aquitaniens ab. Amicia de Rune lebt im November 1348 mit ihrem Vater Robert, ihrer Mutter Béatrice und ihrem jüngeren Bruder Hugo als Adlige auf dem französischen Land. Hugo ist jedoch von Geburt an krank und Béatrice, eine Alchemistin, hat ihn jahrelang im Familienbesitz eingesperrt, um nach einem Weg zu suchen, ihn zu heilen. Eines Tages jedoch überfallen Truppen der Inquisition unter der Führung von Lord Nicholas das Anwesen der de Runes auf der Suche nach Hugo und töten dabei Robert. Béatrice bleibt zurück, um Amicia und Hugo Zeit zur Flucht zu geben und sie anzuweisen, Hugos Arzt Laurentius zu finden.
Sie fliehen aus dem Anwesen und durch das zu selbigem gehörende Dorf, wo sie erfahren, dass eine Horde von gefräßigen, schwarzen Ratten die Pest verbreitet und alles verschlingt, was ihnen begegnet; die einzige Schwäche der Ratten ist das Licht. Nachdem sie den verängstigten Dorfbewohnern und weiteren Inquisitionstruppen ausgewichen sind, erreichen Amicia und Hugo schließlich Laurentius’ Hof, aber er ist ebenfalls durch die Pest schwer erkrankt. Als das Haus von Laurentius infolge von Rattenhorden in Brand gesteckt wird, sind Amicia und Hugo gezwungen, mit seinem Lehrling Lucas zu fliehen. Sie beschließen, zu einer verlassenen Burg, dem Château d’Ombrage, zu gehen, wozu Laurentius sie zuletzt aufforderte.
Auf ihrem langen Weg zum Château erklärt Lucas, dass Hugos Blut eine übernatürliche Macht trägt, die „Prima Macula“ genannt wird und seit der Justinianischen Pest in bestimmten adligen Blutlinien schlummert. Béatrice und Laurentius hatten versucht, ein Heilmittel für die Macula zu finden, während der Großinquisitor Vitalis Benevent allein ihre Macht begehrt. Während Lucas, Hugo und Amicia sich ihrem Ziel nähern, werden sie erneut mit der Inquisition, den Ratten sowie eindringenden englischen Soldaten konfrontiert. Dabei begegnen sie zwei jungen Landstreichern, die Geschwister Mélie und Arthur, die ihnen helfen, zu entkommen. Arthur wird jedoch gefangen genommen und zur Bastion der Inquisition gebracht, bevor der Rest es endlich zum Château d’Ombrage schafft. Das Château entpuppt sich als eine uralte Verteidigungsanlage, die einst von einem mysteriösen Alchimisten-Orden speziell dazu errichten worden war, Rattenhorden zurückzuhalten. Somit sind Amicia und ihre Freunde hier vor der Pest in Sicherheit.
Lucas enthüllt, dass er ein verbotenes Buch namens Sanguinis Itinera braucht, um das Elixier zu vervollständigen, das die Macula heilen kann. Daher begibt sich Amicia zur nahe gelegenen Stadt und infiltriert die Universität, um das Sanguinis Itinera zurückzuholen, während Mélie aufbricht, um Arthur zu retten. Amicia holt nach einigen Strapazen das Buch zurück und rettet außerdem noch einen jungen Schmied namens Rodric, der ihr bei der Flucht zurück zum Château hilft. Nach drei Wochen taucht im Château schließlich Mélie mit dem befreiten Arthur auf, der enthüllt, dass Béatrice in der Obhut der Inquisition ist. Amicia besteht darauf, Hugo nicht zu erzählen, dass seine Mutter noch lebt – dieser hat das Gespräch allerdings mitgehört. Als sich Hugos Zustand kurz darauf verschlechtert, kehrt Amicia mit Lucas in den mittlerweile von Ratten verwüsteten Landsitz De Rune zurück, um nach Antworten in Béatrice’ Forschung zu suchen. Die beiden finden heraus, dass Béatrice ein geheimes Alchimisten-Labor betrieb, welches sich in alten, römischen Gewölben nahe des Gartens befindet. Im Labor kann Lucas die nötigen Substanzen finden und damit das Elixier vervollständigen. Zurück im Château d'Ombrage, verabreicht Amicia Hugo das Elixier, um seine Symptome zu lindern. Doch dann rennt Hugo weg und stellt sich der Inquisition, um Béatrice zu finden, und lässt Amicia mit Schuldgefühlen zurück.
Vitalis injiziert sich Hugos Blut, damit auch er die Kraft der Macula für seine Zwecke nutzen kann. Hugo gelingt es, der Haft zu entkommen und findet in den Kerkern Béatrice, die ihm offenbart, dass die Macula einem die Macht gibt, die Ratten zu kontrollieren. Leider werden Béatrice und Hugo wieder gefangen genommen, und Vitalis bedroht Béatrice’ Leben, um Hugos Kräfte zum vollständigen Erwachen zu zwingen.
Einen Monat später wird das Château d’Ombrage plötzlich von einem Schwarm von Ratten angegriffen, angeführt von Lord Nicholas und Hugo, der gegen Amicia verbittert ist. Nicholas tötet Arthur und befiehlt Hugo, Amicia zu töten. Beide versöhnen sich jedoch und arbeiten anschließend zusammen, um Nicholas mit den Ratten zu überwältigen und zu töten. Die Kinder entscheiden, dass sie mit der Macht der Ratten den Kampf zur Inquisition führen können. Sie machen sich daher nun auf den Weg zur Kathedrale, wo die Inquisition ihren Sitz hat. Es kommt zu zahlreichen Kämpfen gegen die Truppen der Inquisition, in deren Verlauf sich Rodric opfert, damit die anderen Kinder die Kathedrale erreichen können. Dort werden sie bereits von Vitalis erwartet, der im Laufe der Zeit Tausende von weißen Ratten gezüchtet hat, die nur ihm gehorchen. Vitalis und Hugo nutzen ihre Maculakräfte, um Horden von Ratten aufeinander zu schicken, bis Amicia in der Lage ist, Vitalis zu töten.
Drei Tage später sind sowohl die Ratten als auch die Pest verschwunden, und das Leben beginnt sich zu normalisieren, obwohl es im Dorf eine anhaltende Angst vor Hugo gibt. Während sich Mélie von der Gruppe getrennt hat, begeben sich Amicia, Hugo, Lucas und eine kranke Béatrice zum Hafen, um ein neues Leben zu suchen.

## Spielprinzip
In dem Spiel übernimmt der Spieler die Rolle von Amicia aus der Third-Person-Perspektive und begleitet ihren Bruder Hugo. Die meiste Zeit des Spiels werden Kämpfe vermieden und Passagen müssen mit einem vorsichtigen Vorgehen absolviert werden (Stealth-Computerspiel). Kommt es doch zu einem Kampf, kann Amicia ihre Steinschleuder verwenden, um Gegner zu attackieren. Weiterhin muss der Spieler Rätsel lösen und Rattenhorden geschickt ausweichen oder mit Feuer abschrecken oder ablenken. Hugo kann sich kleineren Aufgaben widmen (wie das Schleichen durch kleine Löcher) und kann im späteren Spielverlauf Ratten kontrollieren.

## Entwicklung, Veröffentlichung und Absatz
Das Spiel wurde von Asobo Studio entwickelt und ist von Spielen wie The Last of Us und Brothers: A Tale of Two Sons inspiriert. Wichtige Themen bei der Entwicklung waren Familie und Unschuld und deren Entwicklung in der Geschichte.
Der Publisher Focus Home Interactive kündigte das Spiel erstmals im Januar 2017 als The Plague an. Ein erster Look Game Trailer erschien auf der E3 2017. Das Spiel wurde am 14. Mai 2019 weltweit für Microsoft Windows, PlayStation 4 und Xbox One veröffentlicht.
A Plague Tale: Innocence hat sich bis Mitte 2020 auf allen Plattformen mehr als eine Million Mal verkauft.
Das Spiel erschien am 6. Juli 2021 für Nintendo Switch, PlayStation 5 und Xbox Series.

### Soundtrack
Der Soundtrack von A Plague Tale: Innocence erschien mit dem Spiel auf unter anderem Spotify und YouTube Music unter dem Namen A Plague Tale: Innocence (Original Soundtrack). Er wurde von Olivier Derivière komponiert und geht in Summe eine Stunde und eine Minute.
| Nr. | Titel              | Länge |
| --- | ------------------ | ----- |
| 1.  | Plague Tale        | 2:17  |
| 2.  | Father             | 2:36  |
| 3.  | Grieving           | 3:14  |
| 4.  | In Shock           | 1:39  |
| 5.  | Inquisition        | 3:45  |
| 6.  | Orphans            | 2:04  |
| 7.  | Strangers          | 2:22  |
| 8.  | Escape             | 1:31  |
| 9.  | Big Sister         | 1:39  |
| 10. | The Killing        | 1:29  |
| 11. | Adulthood          | 2:16  |
| 12. | Together Forever   | 2:16  |
| 13. | The Rats           | 1:32  |
| 14. | Little Brother     | 1:39  |
| 15. | By the River       | 2:01  |
| 16. | Massacre           | 3:13  |
| 17. | Prisoners          | 3:47  |
| 18. | Mystical Castle    | 0:54  |
| 19. | The Shelter        | 3:02  |
| 20. | Exodus             | 1:56  |
| 21. | A New Friend       | 2:02  |
| 22. | She Is Alive       | 1:45  |
| 23. | Beyond the Horizon | 3:49  |
| 24. | Reunited           | 4:12  |
| 25. | I’m Sorry          | 1:38  |
| 26. | The Wrath          | 2:37  |

## Rezeption
Der Standard bezeichnete die Atmosphäre und Erzählweise als überdurchschnittlich gelungen, wies jedoch auf spielerische Mängel hin. Computer Bild bescheinigte dem Spiel „AAA-Niveau“. GameStar vergab 84 von 100 Punkten und lobte beispielsweise die Geschichte und die Grafik, kritisierte aber u. a. die Linearität und den geringen Schwierigkeitsgrad.

„A Plague Tale inszeniert ein überaus stimmungsvolles Abenteuer mit tollen Dialogen, bei dem es um cleveres Schleichen, Rätseln, Kämpfen und Teamwork in einem teilweise surrealen Meer aus Ratten geht.“

„Allein auf das Gameplay heruntergebrochen, ist A Plague Tale: Innocence ‚nur‘ gut. Alles funktioniert und ist passend umgesetzt, aber auch nicht sonderlich tiefgreifend. Verbunden mit seiner packenden, grandios umgesetzten Geschichte wird es aber zu einem echten Klassespiel, das ich jetzt schon als eines meiner Spiele des Jahres 2019 bezeichne. Asobo Studio schafft es, eine von vorne bis hinten spannende Geschichte um zwei tolle, nachvollziehbare Charaktere zu erzählen, wobei nicht nur die Grausamkeiten des Mittelalters, sondern auch gewisse Werte vermittelt werden.“

„Wir schlüpfen in die Haut von Kindern, und es fühlt sich dann auch so an: Wir sind schwach, wir sind klein und wir sind manchmal auch hilflos. Das kann immer wieder zu einigem Frust führen, dafür ist es dann aber umso befriedigender, wenn wir die gepanzerten Soldaten wieder einmal austricksen.“

### Auszeichnungen
- Steam Awards 2019 in der Kategorie Herausragendes Spiel mit tiefgründiger Story[28]